# توم فـان بيرغن
توم فـان بيرغن (بالهولندية: Tom van Bergen)‏ هو لاعب كرة قدم هولندي، ولد في 9 سبتمبر 1981 في Venlo ‏ في هولندا.